# Запевалин, Михаил Александрович
Михаил Александрович Запевалин (1905 — 1972) — сотрудник органов охраны правопорядка и государственной безопасности, министр внутренних дел Татарской АССР, генерал-майор (1945).

## Биография
Родился в русской семье. Член ВКП(б) с 1929. С 1926 курсант совпартшколы 2-й ступени в городе Коломна Московской области, с 1928 курсант военной школы имени ВЦИК. Окончил Военную школу им. ВЦИК в 1931. С 1931 командир взвода военной школы имени ВЦИК, с 1934 ответственный секретарь партбюро учебного батальона там же, с 1935 ответственный секретарь отряда специального назначения Управления коменданта Московского Кремля, с 1937 слушатель Высшей школы пропагандистов при ЦК ВКП(б). С 1939 инструктор Управления кадров ЦК ВКП(б). С 21 сентября 1939 начальник Командного отдела ГУРКМ НКВД СССР. В 1940–1941 заместитель начальника Главного управления рабоче-крестьянской милиции НКВД СССР по кадрам.
В 1941 заместитель начальника Управления НКВД Москвы по кадрам, заместитель начальника отдела кадров НКВД СССР, заместитель начальника Главного управления оборонительных работ НКВД СССР по кадрам. В 1941–1943 заместитель начальника Управления НКВД по Московской области по кадрам, с 1943 первый заместитель. Также некоторое время значился как военный комиссар 1-го Отдельного мотострелкового диверсионного полка войск НКВД. В 1945 заместитель начальника Отдела «Ф» НКВД СССР. В 1945–1949 годах начальник Управления НКВД—МВД по Смоленской области. 19 января — 20 декабря 1949  начальник Управления МВД по Крымской области. Образование — высшее, окончил Симферопольский пединститут в 1949 заочно..
В 1949–1952 начальник Политотдела и заместитель начальника Главного управления исправительно-трудовых лагерей МВД СССР. В 1952–1953 министр внутренних дел Татарской АССР. В 1953–1954 годах 1-й заместитель министра внутренних дел Грузинской ССР. В 1954 году 1-й заместитель председателя КГБ при СМ Грузинской ССР. Освобожден от должности решением ЦККП Грузии от 02.07.1954 за то, что «вследствие неразборчивости и притупления чекистской бдительности установил интимные связи с женщинами, чем компрометировал себя как руководителя и подорвал свой авторитет» (письмо КГБ при СМ СССР в ЦК КПСС от 22.09.54 см.: ЦАФСБ. Ф.5-ос. Оп.1. Д.18).
В 1955–1960 заместитель начальника, начальник Управления Карагандинского ИТЛ МВД СССР.
С 1960 года на пенсии.

### Звания
- майор милиции, 13 марта 1940;
- старший майор милиции, 19 июня 1940;
- майор государственной безопасности, 29 июля 1941;
- полковник ГБ, 14 февраля 1943;
- комиссар государственной безопасности, 14 декабря 1943;
- генерал-майор, 9 июля 1945.[8]

### Награды
- орден Красной Звезды, 20 января 1942, за образцовое выполнение боевых заданий командования на фронте борьбы с немецкими захватчиками и проявленные при этом доблесть и мужество (оборона Москвы)[7];
- знак «Заслуженный работник НКВД»,  16 февраля 1942[7];
- орден Трудового Красного Знамени, 20 сентября 1943, за выполнение заданий правительства в годы войны[7];
- орден Отечественной войны 1 степени, 2 ноября 1944, за выполнение заданий по МПВО[7];
- орден Красной Звезды, 3 ноября 1944, за выслугу лет[7];
- орден Красного Знамени, 2 марта 1945, за мобилизацию немцев из Европы для работы в СССР[7];
- орден Красного Знамени, 6 августа 1949, за выслугу лет[7];
- орден Трудового Красного Знамени, 19 сентября 1952, за строительство Волго-Донского канала[7];
- орден Ленина, 1954, за выслугу лет[7].

## Комментарии
1. ↑  Отдел «Ф» НКВД СССР — организован на базе Опергруппы  по работе с аппаратами Уполномоченных НКВД СССР по фронтам. Сформирован 22 мая 1945 года, расформирован 30 августа 1945 года[4]. Направление деятельности — работа на территории стран Восточной Европы и сбор информации от граждан СССР, побывавших в плену или интернированных; проверка и фильтрация репатриируемых советских граждан и граждан союзных и нейтральных государств[5]. Начальник отдела — П. А. Судоплатов.